# Bosquerola dels iungues
La bosquerola dels iungues (Basileuterus punctipectus) és un ocell de la família dels parúlids (Parulidae).
Habita el sotabosc de la selva pluvial, vegetació secundària i matolls de les muntanyes des del sud-est del Perú fins al sud de Bolívia.